# Trojmezí (Praha)

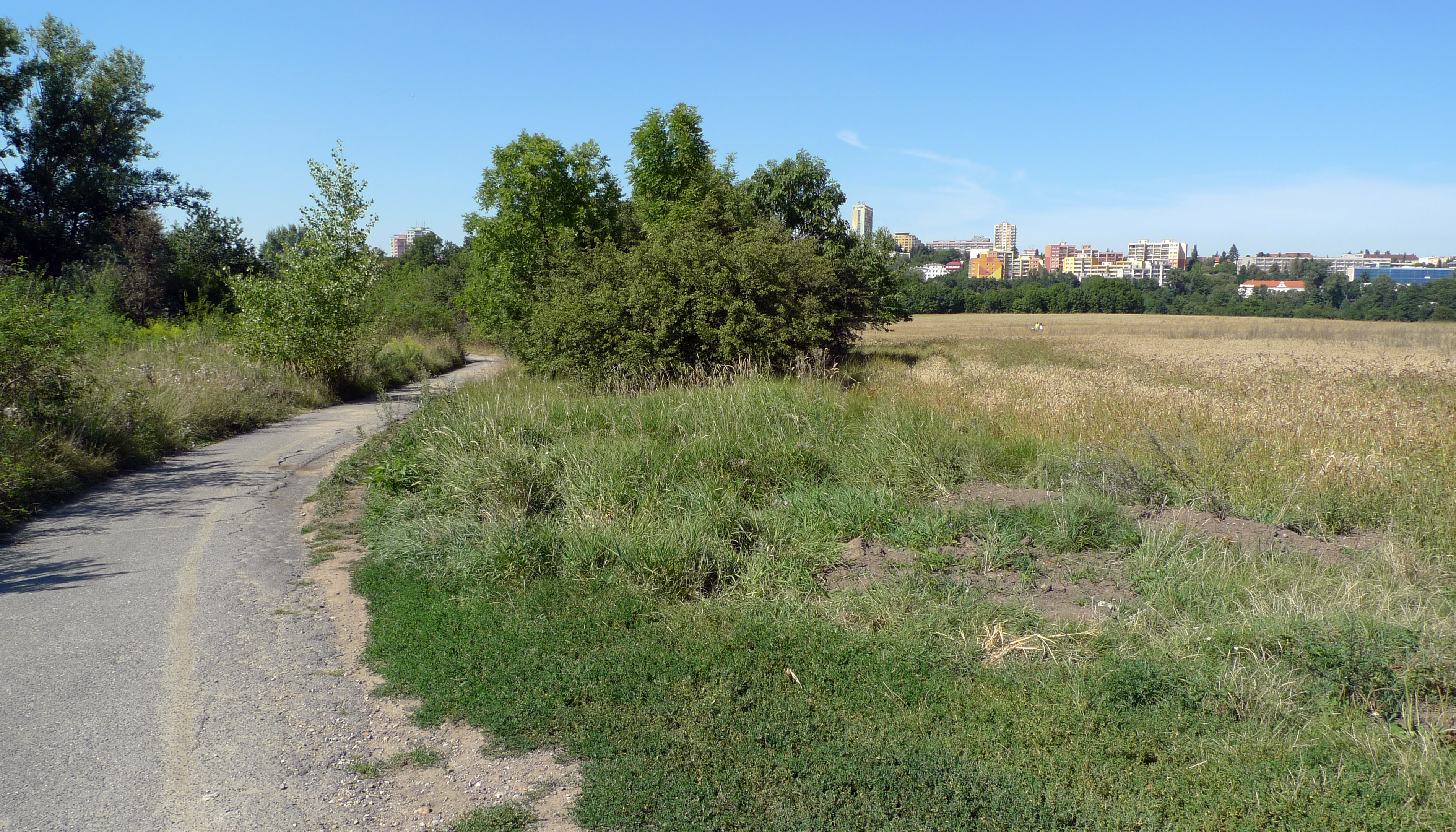
Trojmezí, výhled na sídliště Zahradní Město

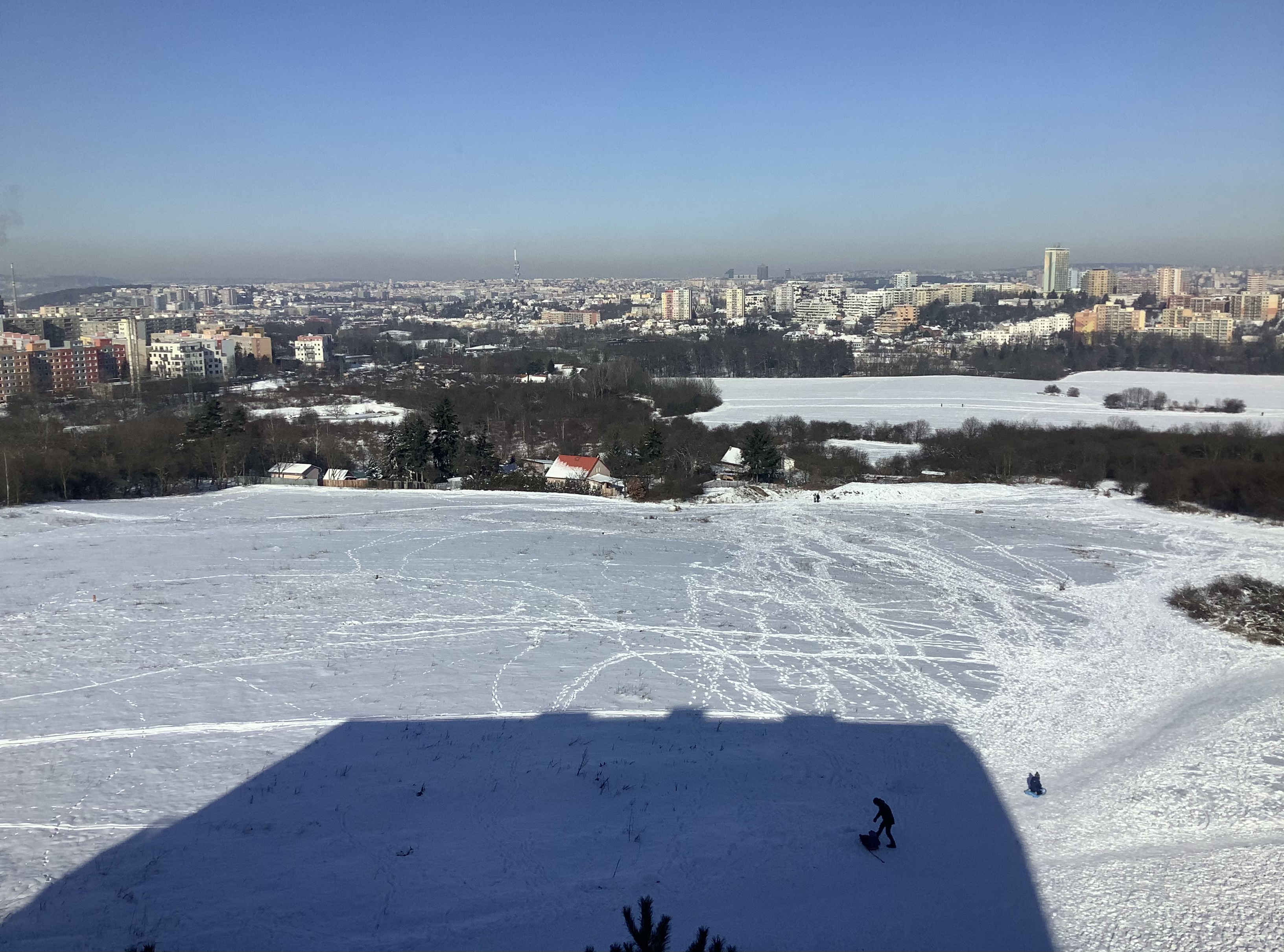
Před stavbou Výhledy Chodovec únor 2021

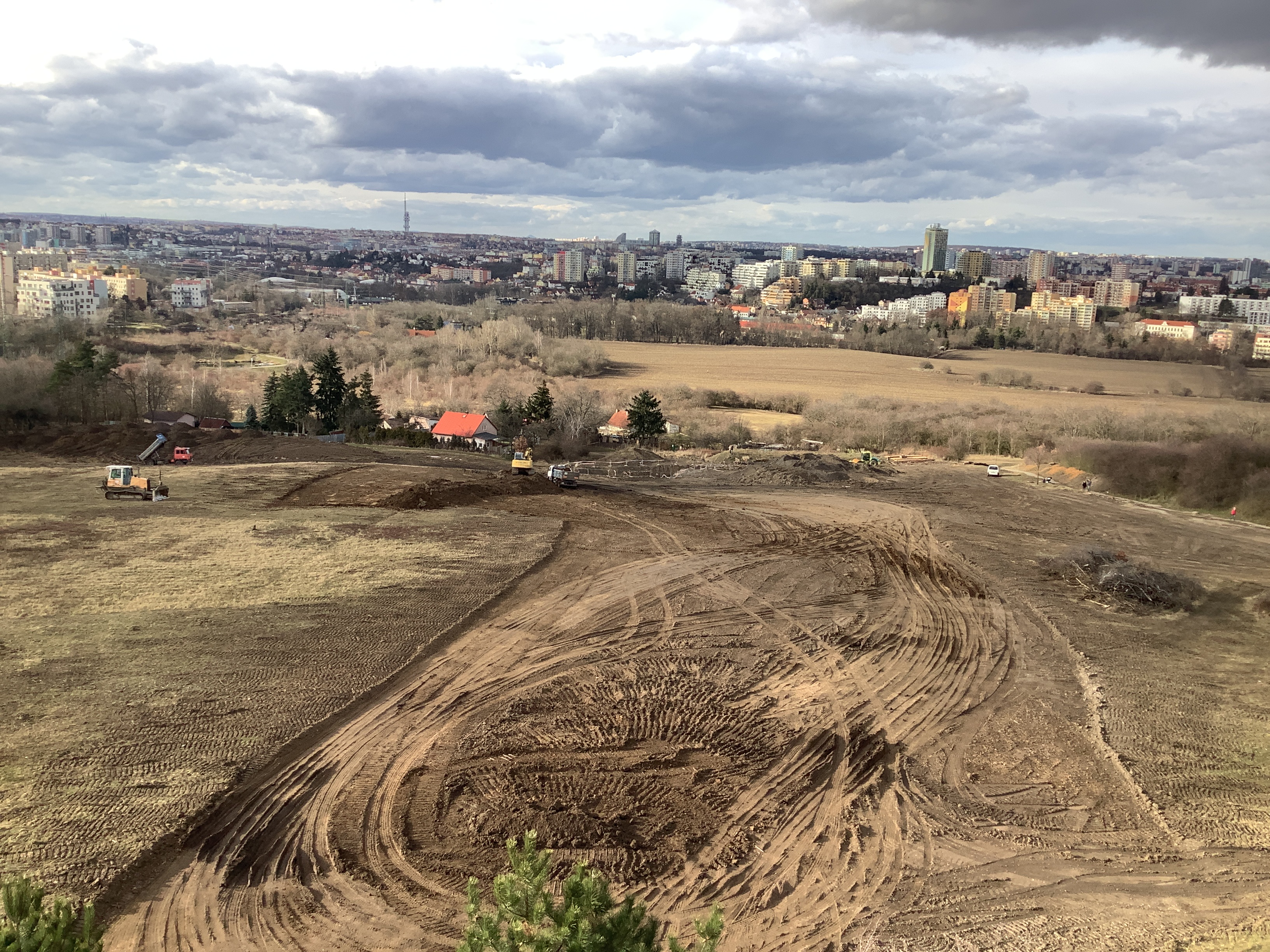
Po počátku stavby Výhledy Chodovec 12.3.2021

Trojmezí (také Pražské trojmezí) je nezastavěné území v hl. m. Praze, které se rozkládá kolem trojmezí městských částí Praha 10 (Záběhlice), Praha 11 (Chodov) a Praha 15 (Hostivař). Obklopeno je sídlišti Kulatý Chodovec, Spořilov, Práčská, Zahradní Město, Nové Zahradní Město a Košík a čtvrtěmi a osadami Záběhlice, Práče a Hostivař. Jeho část zasahuje přírodní park Hostivař-Záběhlice, v nivě Botiče se také nalézá přírodní památka Meandry Botiče. Na východní straně sousedí se Sady zahradnické mládeže.
Trojmezí a jeho případná zástavba je významným politickým tématem. Významnými vlastníky pozemků zde byly mj. firmy ORCO a PPF Real Estate. Společnost PPF však v roce 2016 pozemky prodala. Tyto pozemky jsou nyní součástí realitního portfolia skupiny Kaprain.

## Kulatý Chodovec
Kulatý Chodovec je území v rámci Trojmezí, které sousedí s městskými částmi Záběhlice a Hostivař. Na Trojmezí už se mělo stavět několikrát (2008, 2011, 2015) po dostavění Obytného souboru Kulatý Chodovec (dostaveno 2003). V únoru 2021 zde začal stavět Central Group obytný soubor Blažimská (také Výhledy Chodovec) s 500 byty a celkovou investicí 2,5 miliardy Kč (pojmenováno po blízké ulici Blažimská, kde se nachází Top Hotel Praha). 
Stavba sídliště Kulatý Chodovec byla velmi kontroverzní. Stát poskytl 140 000 000 Kč s tím, že část bytů bude bezbariérových a 21 bytů pro postižené nájemníky, tento požadavek však nebyl splněn.[zdroj?]